# A43 (Frankrijk)
De A43 ook wel Autoroute Alpine is een autosnelweg gelegen in Frankrijk , tussen Lyon en Modane bij de Fréjustunnel aan de grens met Italië. De totale lengte van het traject bedraagt 185 kilometer. De weg bestaat uit een oostelijk en een westelijk deel, die bij de plaats Chambéry van elkaar gescheiden zijn. De verbinding bij Chambéry tussen beide delen gebeurt door de N201.

## Chambéry
De passage door Chambéry gebeurt over de N201, een stedelijke weg (voie rapide urbaine). Er bestonden plannen om beide delen van de A41 met elkaar te verbinden door middel van een tracé dat voor een deel uit één of meerdere tunnels zou bestaan. Vanwege de hoge kosten werd er in 2014 definitief afgezien van deze plannen. Het doorgaand verkeer tussen A41-noord en A43-west enerzijds en A41-zuid en A43-oost anderzijds zal de stad blijven doorkruisen via de N201, maar er zal wel meer ingezet worden op een modal shift naar de spoorweg, met onder meer het HST-project Lyon-Turijn.

## Aanleg
- 1973: Opening traject Lyon - Bourgoin-Jallieu.
- 1974: Bourgoin-Jallieu - Chambéry.
- 1990: Verbreding van de weg tot snelweg tussen Saint-Quentin-Fallavier en het knooppunt met de A48.
- 1991: Opening van de tweede tunnelbuis Tunnel de l'Epine.
- 1991: Hernummering traject tussen Chambéry en Montmélian en de verlenging vanaf daar tot Aiton.
- 1996: Aiton - Saint-Jean-de-Maurienne.
- 1998: Saint-Jean-de-Maurienne - Saint-Michel-de-Maurienne.
- 2000: Saint-Michel-de-Maurienne - Tunnel Orelle - Freney.
- 2002: Afrit 11 bij Lyon voltooid.
- 2004: Afrit 20 voltooid.

## Uitbreiding
Bij Lyon worden er in de toekomst enkele werkzaamheden uitgevoerd om de doorstroom te bevorderen, waaronder het verbeteren van de aansluiting tussen de A43 en 'le Boulevard Pinel'.